# Раджбхандари, Гехендра Бахадур
Гехендра Бахадур Раджбхандари (непальск. गेहेन्द्र बहादुर राजभण्डारी; 1923 — 23 августа 1994) — непальский государственный деятель, исполняющий обязанности премьер-министр Непала в 1970—1971 годах.

## Политическая карьера
С 1951 по 1961 год служил в качестве совместного секретаря и секретаря в министерствах здравоохранения, местного самоуправления, пионер в области образования, член правления средней школы Маххиндра, преподаватель в колледже Патан, Махендра Ратна и университете Трибхуван, основатель Непальского коммерческого колледжа, стал министром внутренних дел, информации, иностранных дел, образования, здравоохранения и обороны. Позже стал Королевским послом Непала в Бангладеш.
В социальной сфере он был членом-основателем Лалитпурского отделения Красного Креста, Лалитского кружка выпускников, Непальской ассоциации профессоров. В 1969 году посетил СССР с дружественным визитом. Непал и СССР подписали дипломатические отношения в 1956 году. Умер Гехендра Бахадур 23 августа 1994 года в возрасте 70 лет.